# Skarbanowo
Skarbanowo – wieś w Polsce położona w województwie kujawsko-pomorskim, w powiecie włocławskim, w gminie Izbica Kujawska.
W latach 1975–1998 miejscowość administracyjnie należała do województwa włocławskiego. Według Narodowego Spisu Powszechnego (III 2011 r.) liczyła 146 mieszkańców. Jest osiemnastą co do wielkości miejscowością gminy Izbica Kujawska. Ze wsi Skarbanowo pochodzi śląski poeta Józef Krupiński (1930–1998).